# 海韋嶺
海韋嶺（英語：Highway Ridge）是南極洲的山嶺，位於維多利亞地的斯科特海岸，延伸至福斯特冰川，屬於皇家學會嶺的一部分，由新西蘭地理委員會命名，現時由南極條約體系管理。

## 外部連結
. . United States Geological Survey.   [2012-06-16].
78°23′S 162°58′E / 78.383°S 162.967°E